# Währing (Einheit)
Die Währing war ein österreichisches Volumenmaß und wurde nur für Töpferton verwendet. Das Maß war Berechnungsgrundlage für Menge und Preis. Der Ton aus der Region Pöchlarn wurde, neben anderen Produkten, auch als Ziegel in Hochöfen verwendet.
- 1 Währing = 480 Kubikfuß (Wiener = 0,031585 Kubikmeter) ≈ 15,16 Kubikmeter